# Leurocephala
Leurocephala is een geslacht van vlinders uit de familie mineermotten (Gracillariidae).
Het geslacht omvat één soort:
- Leurocephala schinusae D.R. Davis & McKay, 2011